# Blibli
Blibli – indonezyjska platforma handlu elektronicznego. Została założona w 2011 roku.
Należy do przedsiębiorstwa PT Global Digital Niaga, spółki zależnej grupy Djarum, zajmującej się produkcją papierosów.
Znajduje się w czołówce największych elektronicznych platform handlowych w Indonezji i jest głównym internetowym sklepem spożywczym w kraju. W ciągu miesiąca serwis odwiedza 38 mln użytkowników, a w maju 2018 r. był trzydziestą stroną WWW w kraju pod względem popularności (według danych Alexa Internet).
Poza platformą handlu elektronicznego Blibli oferuje również usługi transmisji strumieniowej (od 2019 r.).